# Sadkî, Berdîciv
Sadkî (în ucraineană Садки) este localitatea de reședință a comunei Sadkî din raionul Berdîciv, regiunea Jîtomîr, Ucraina.

## Demografie
Componența lingvistică a localității Sadkî
     Ucraineană (98,37%)
     Rusă (1,16%)
     Alte limbi (0,47%)
Conform recensământului din 2001, majoritatea populației localității Sadkî era vorbitoare de ucraineană (98,37%), existând în minoritate și vorbitori de rusă (1,16%).